# Tjäruträsket (Töre socken, Norrbotten)
Tjäruträsket är en sjö i Kalix kommun i Norrbotten och ingår i Töreälvens huvudavrinningsområde. Sjön har en area på 2,17 kvadratkilometer och ligger 88,9 meter över havet. Sjön avvattnas av vattendraget Töreälven (Tallån).

## Delavrinningsområde
Tjäruträsket ingår i det delavrinningsområde (735433-180126) som SMHI kallar för Utloppet av Tjäruträsket. Medelhöjden är 123 meter över havet och ytan är 20,34 kvadratkilometer. Räknas de 9 avrinningsområdena uppströms in blir den ackumulerade arean 237,42 kvadratkilometer. Avrinningsområdets utflöde Töreälven (Tallån) mynnar i havet. Avrinningsområdet består mestadels av skog (75 procent). Avrinningsområdet har 2,17 kvadratkilometer vattenytor vilket ger det en sjöprocent på 10,7 procent.